# Myxosargus rugosifrons
Myxosargus rugosifrons är en tvåvingeart som beskrevs av James 1979. Myxosargus rugosifrons ingår i släktet Myxosargus och familjen vapenflugor. Inga underarter finns listade i Catalogue of Life.